# دروژبا ۱۶۲۱
سیارک ۱۶۲۱ (به انگلیسی: 1621 Druzhba، نامگذاری:1926TM) هزار و ششصد و بیست و یکمین سیارک کشف شده‌است که در ۱ اکتبر ۱۹۲۶ و در رصدخانه سایمیز کشف شد.
قدر مطلق سیارک برابر ۱۲٫۳۹ است.